# Кинеске борилачке вјештине
Кинеске борилачке вјештине, које су познате као кунг фу (кин: 功夫; пин: gong fu) или вушу (кин: 武术), су бројни борбени стилови који су се развијали вијековима на простору Кине. Ови борбени стилови се често класификују према заједничким особинама, идентификују се као „породице“ (кин: 家; пин: jiā), „секте“ (кин: 派; пин: pài) или „школе“ (кин: 門; пин: mén) борилачких вјештина. Примјери таквих карактеристика обухватају физичке вјежбе укључујући животињску мимикрију или методе тренинга испирисане кинеском филозофијом, религијом или легендама. Стилови који су фокусирани на чи манипулацу познати су као „унутрашњи“ (кин: 内家拳; пин: nèijiāquán), а други стилови који се концентришу на унапређење мишићног и кардиоваскуларног система су познати као „спољашњи“ (кин: 外家拳; пин: wàijiāquán). Географска подјела на „сјеверне“ (кин: 北拳; пин: běiquán) и „јужне“ (кин: 南拳; пин: nánquán), је још једна популарна подјела борилачких вјештина.